# Agyrtacantha tumidula
Agyrtacantha tumidula är en trollsländeart som beskrevs av Maurits Anne Lieftinck 1937. Agyrtacantha tumidula ingår i släktet Agyrtacantha och familjen mosaiktrollsländor. Inga underarter finns listade i Catalogue of Life.